# Melve
Melve ist eine französische Gemeinde mit 127 Einwohnern (Stand 1. Januar 2022) im Département Alpes-de-Haute-Provence in der Region Provence-Alpes-Côte d’Azur. Sie gehört zum Kanton Seyne im Arrondissement Forcalquier.

## Geographie
Melve grenzt im Norden an Curbans, im Osten an La Motte-du-Caire, im Süden an Sigoyer, im Südwesten an Thèze und im Westen an Claret.
Zu Melve gehören neben der Hauptsiedlung auch die Weiler La Maurelle, Le Serre, Le Haut-Forest, Le Bas-Forest, Sous Ville, Les Baudes, Les Moulins und les Plaines.

## Bevölkerungsentwicklung

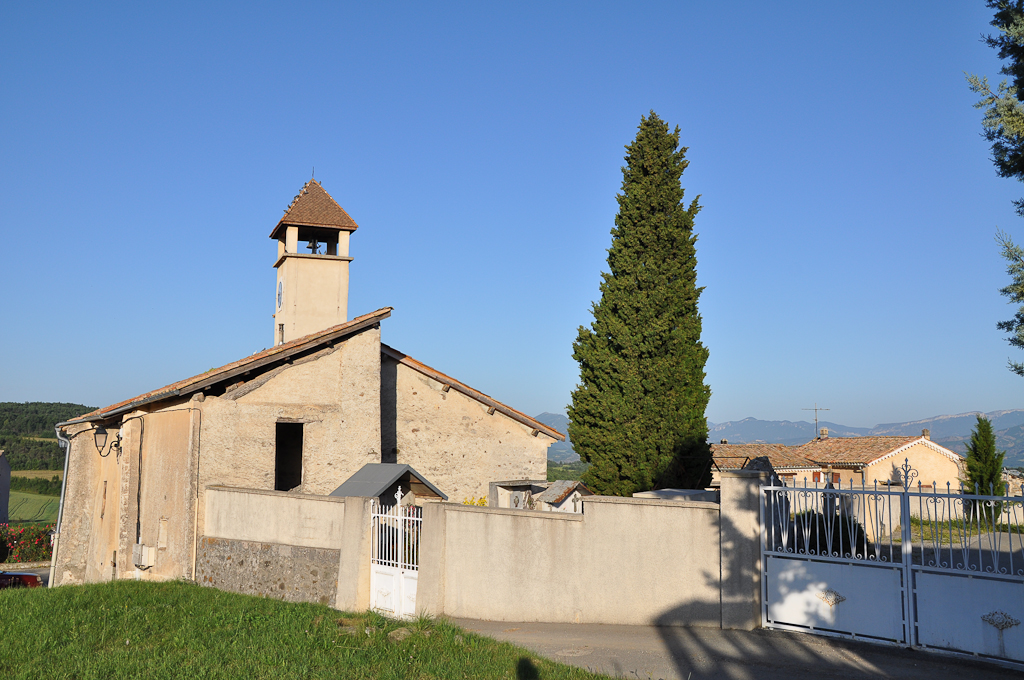
Kirche Notre-Dame-de-Beauvois

| Jahr      | 1962 | 1968 | 1975 | 1982 | 1990 | 1999 | 2008 | 2016 |
| --------- | ---- | ---- | ---- | ---- | ---- | ---- | ---- | ---- |
| Einwohner | 101  | 75   | 80   | 72   | 98   | 114  | 106  | 115  |